# Campeonato Europeo de Rugby League 2005
El Campeonato Europeo de Rugby League de 2005 fue la vigésimo séptima edición del principal torneo europeo de Rugby League.

## Equipos
- Escocia
- Francia
- Gales
- Georgia
- Irlanda
- Rusia

## Posiciones

### Grupo A
| Equipo  | Encuentros | Encuentros | Encuentros | Encuentros | Tantos  | Tantos    | Tantos     | Puntos |
| Equipo  | jugados    | ganados    | empatados  | perdidos   | a favor | en contra | diferencia | Puntos |
| ------- | ---------- | ---------- | ---------- | ---------- | ------- | --------- | ---------- | ------ |
| Gales   | 2          | 2          | 0          | 0          | 53      | 22        | +31        | 4      |
| Irlanda | 2          | 1          | 0          | 1          | 20      | 37        | −17        | 2      |
| Escocia | 2          | 0          | 0          | 2          | 20      | 34        | −14        | 0      |

Nota: Se otorgan 2 puntos al equipo que gane un partido, 1 al que empate y 0 al que pierda.
|  | Finalista |

### Grupo B
| Equipo  | Encuentros | Encuentros | Encuentros | Encuentros | Tantos  | Tantos    | Tantos     | Puntos |
| Equipo  | jugados    | ganados    | empatados  | perdidos   | a favor | en contra | diferencia | Puntos |
| ------- | ---------- | ---------- | ---------- | ---------- | ------- | --------- | ---------- | ------ |
| Francia | 2          | 2          | 0          | 0          | 140     | 0         | +140       | 4      |
| Rusia   | 2          | 1          | 0          | 1          | 48      | 94        | −46        | 2      |
| Georgia | 2          | 0          | 0          | 2          | 14      | 88        | −94        | 0      |

### Final
| 5 de noviembre | Francia | 38 - 16 | Gales |  |  |

| Bandera de Francia |
| Campeón Francia    |
| Séptimo título     |